# Arehosahalli, Kanakapura
Arehosahalli là một làng thuộc tehsil Kanakapura, huyện Ramanagara, bang Karnataka, Ấn Độ.